# Gabriele Minì
Gabriele Minì (pronunciación en italiano: /ɡa.briˈɛ.le miˈni/; Palermo, Sicilia, 20 de marzo de 2005) es un piloto de automovilismo italiano. Desde 2023 forma parte de la Academia Alpine. Fue campeón del Campeonato de Italia de Fórmula 4 en 2020 y subcampeón de la Fórmula Regional Europea en 2022. En 2023 disputó el Campeonato de Fórmula 3 de la FIA con el equipo Hitech Pulse-Eight, y en 2024 resultó subcampeón de la categoría con Prema Racing. En 2025 compite con el mismo equipo en el Campeonato de Fórmula 2 de la FIA.

## Carrera

### Inicios
Minì comenzó a participar en eventos de karting de nivel en 2015. Al año siguiente fue campeón italiano en la categoría 60 Mini, título que defendió en 2017. Ese año también ganó en la misma categoría de la WSK Super Master Series. En 2018 se centró en la categoría OK Junior y ganó el campeonato de la WSK Super Master Series y fue segundo en el campeonato europeo CIK-FIA y la WSK Final Cup. Al año siguiente fue subcampeón europeo y de la WSK Champions Cup en la categoría OK.
En 2020, Minì dio el salto a los monoplazas, debutando en la Fórmula 4 Italiana y también participando en algunas carreras de la ADAC F4 (Alemania). Ganó el campeonato italiano por sobre Francesco Pizzi, con cuatro victorias en 20 carreras.

### Campeonato de Fórmula Regional Europea
En 2021, Minì fue compañero de Grégoire Saucy, Thomas ten Brinke y Patrik Pasma en la Fórmula Regional Europea, dentro del equipo ART Grand Prix. Logró un total de tres podios a lo largo de la temporada y finalizó séptimo en el campeonato.
A inicios del año siguiente, fue llamado por Hitech Grand Prix para disputar la temporada de Fórmula Regional Asiática. A pesar de ausentarse en una de las cinco rondas del campeonato, Minì finalizó cuarto a cuatro puntos de su compañero Isack Hadjar. Además continúa con ART en la Fórmula Regional Europea, encontrándose en la segunda posición en el campeonato a falta de dos fechas.

### Campeonato de Fórmula 3 de la FIA
En septiembre de 2022, Gabriele formó parte de los entrenamientos de postemporada del Campeonato de Fórmula 3 de la FIA en el circuito de Jerez con la escudería Hitech Grand Prix. Logró el mejor tiempo en la sesión de la mañana primer día con un tiempo de 1:30.500. Dos meses después, el italiano firmó contrato con la escudería británica para disputar la temporada 2023.

## Resumen de carrera
| Temporada | Categoría                                       | Equipo                    | Carreras     | Victorias    | Poles        | VR           | Podios       | Puntos       | Pos.         |
| --------- | ----------------------------------------------- | ------------------------- | ------------ | ------------ | ------------ | ------------ | ------------ | ------------ | ------------ |
| 2020      | Campeonato de Italia de Fórmula 4               | Prema Powerteam           | 20           | 4            | 9            | 2            | 12           | 284          | 1.º          |
| 2020      | ADAC Fórmula 4                                  | Prema Powerteam           | 6            | 1            | 2            | 2            | 4            | 82           | 10.º         |
| 2021      | Campeonato de Fórmula Regional Europea          | ART Grand Prix            | 20           | 0            | 0            | 0            | 4            | 122          | 7.º          |
| 2022      | Campeonato de Fórmula Regional Asiática         | Hitech Grand Prix         | 12           | 2            | 1            | 1            | 4            | 130          | 4.º          |
| 2022      | Campeonato de Fórmula Regional Europea          | ART Grand Prix            | 20           | 3            | 3            | 5            | 9            | 242          | 2.º          |
| 2023      | Campeonato de Fórmula Regional de Medio Oriente | Hitech Grand Prix         | 6            | 0            | 1            | 0            | 0            | 10           | 22.º         |
| 2023      | Campeonato de Fórmula 3 de la FIA               | Hitech Pulse-Eight        | 17           | 2            | 2            | 1            | 4            | 92           | 7.º          |
| 2023      | Gran Premio de Macao                            | SJM Theodore Prema Racing | 1            | 0            | 0            | 0            | 1            | N/A          | 3.º          |
| 2024      | Campeonato de Fórmula 3 de la FIA               | Prema Racing              | 20           | 1            | 1            | 1            | 5            | 130          | 2.º          |
| 2024      | Campeonato de Fórmula 2 de la FIA               | PREMA Racing              | 2            | 0            | 0            | 0            | 1            | 6            | 27.º         |
| 2025      | Campeonato de Fórmula 2 de la FIA               | PREMA Racing              | Disputándose | Disputándose | Disputándose | Disputándose | Disputándose | Disputándose | Disputándose |
| Fuente:   |                                                 |                           |              |              |              |              |              |              |              |

## Resultados

### Campeonato de Fórmula Regional Europea
(Clave) (negrita indica pole position) (cursiva indica vuelta rápida)

| Año  | Equipo         | 1   | 1   | 2   | 2   | 3   | 3   | 4   | 4   | 5   | 5   | 6   | 6   | 7   | 7   | 8   | 8   | 9   | 9   | 10  | 10  | Pos. | Puntos |
| ---- | -------------- | --- | --- | --- | --- | --- | --- | --- | --- | --- | --- | --- | --- | --- | --- | --- | --- | --- | --- | --- | --- | ---- | ------ |
| 2021 | ART Grand Prix | IMO | IMO | BAR | BAR | MON | MON | LEC | LEC | ZAN | ZAN | SPA | SPA | SPI | SPI | VAL | VAL | MUG | MUG | MNZ | MNZ | 7.º  | 122    |
| 2021 | ART Grand Prix | 11  | 6   | 2   | 5   | 10  | 10  | 3   | Ret | 2   | 3   | 6   | 4   | 11  | 12  | 14  | 10  | 9   | Ret | Ret | 5   | 7.º  | 122    |
| 2022 | ART Grand Prix | MNZ | MNZ | IMO | IMO | MON | MON | LEC | LEC | ZAN | ZAN | BUD | BUD | SPA | SPA | SPI | SPI | BAR | BAR | MUG | MUG | 2.º  | 242    |
| 2022 | ART Grand Prix | 15  | 3   | 28  | 1   | 4   | 3   | 5   | 1   | 3   | 2   | 2   | 2   | DSQ | 6   | 7   | 4   | 5   | 7   | Ret | 1   | 2.º  | 242    |

### Campeonato de Fórmula Regional de Medio Oriente
(Clave) (negrita indica pole position) (cursiva indica vuelta rápida puntuable)

| Año  | Equipo            | 1    | 1    | 1    | 2    | 2    | 2    | 3    | 3    | 3    | 4    | 4    | 4    | 5   | 5   | 5   | Pos. | Puntos |
| ---- | ----------------- | ---- | ---- | ---- | ---- | ---- | ---- | ---- | ---- | ---- | ---- | ---- | ---- | --- | --- | --- | ---- | ------ |
| 2023 | Hitech Grand Prix | DUB1 | DUB1 | DUB1 | KUW1 | KUW1 | KUW1 | KUW2 | KUW2 | KUW2 | DUB2 | DUB2 | DUB2 | YMC | YMC | YMC | 22.º | 6      |
| 2023 | Hitech Grand Prix | 11   | 21   | 5    | Ret  | Ret  | 19   |      |      |      |      |      |      |     |     |     | 22.º | 6      |

### Campeonato de Fórmula 3 de la FIA
(Clave) (negrita indica pole position) (cursiva indica vuelta rápida puntuable)

| Año  | Escudería          | 1   | 1   | 2   | 2   | 3   | 3   | 4   | 4   | 5   | 5   | 6   | 6   | 7   | 7   | 8   | 8   | 9   | 9   | 10  | 10  | Pos. | Puntos | Ref.  |
| ---- | ------------------ | --- | --- | --- | --- | --- | --- | --- | --- | --- | --- | --- | --- | --- | --- | --- | --- | --- | --- | --- | --- | ---- | ------ | ----- |
| 2023 | Hitech Pulse-Eight | SAK | SAK | MEL | MEL | MON | MON | BAR | BAR | SPI | SPI | SIL | SIL | BUD | BUD | SPA | SPA | MNZ | MNZ |     |     | 7.º  | 92     | [ 8 ] |
| 2023 | Hitech Pulse-Eight | 17  | 8   | 4   | 3   | 11  | 1   | 20  | 14  | 2   | Ret | 5   | 7   | 1   | 16  | Ret | DNS | 6   | 19  |     |     | 7.º  | 92     | [ 8 ] |
| 2024 | Prema Racing       | SAK | SAK | MEL | MEL | IMO | IMO | MON | MON | BAR | BAR | SPI | SPI | SIL | SIL | BUD | BUD | SPA | SPA | MNZ | MNZ | 2.º  | 130    | [ 9 ] |
| 2024 | Prema Racing       | 7   | 6   | 6   | 3   | 6   | 6   | 11  | 1   | Ret | 21  | 6   | 2   | 6   | 2   | 14  | 11  | 2   | 13  | 9   | DSQ | 2.º  | 130    | [ 9 ] |

### Campeonato de Fórmula 2 de la FIA
(Clave) (negrita indica pole position) (cursiva indica vuelta rápida puntuable)

| Año   | Escudería    | 1   | 1   | 2   | 2   | 3   | 3   | 4   | 4   | 5   | 5   | 6   | 6   | 7   | 7   | 8   | 8   | 9   | 9   | 10  | 10  | 11  | 11  | 12  | 12  | 13  | 13  | 14  | 14  | Pos. | Puntos | Ref.   |
| ----- | ------------ | --- | --- | --- | --- | --- | --- | --- | --- | --- | --- | --- | --- | --- | --- | --- | --- | --- | --- | --- | --- | --- | --- | --- | --- | --- | --- | --- | --- | ---- | ------ | ------ |
| 2024  | PREMA Racing | SAK | SAK | YED | YED | MEL | MEL | IMO | IMO | MON | MON | BAR | BAR | SPI | SPI | SIL | SIL | BUD | BUD | SPA | SPA | MNZ | MNZ | BAK | BAK | LUS | LUS | YMC | YMC | 27.º | 6      | [ 10 ] |
| 2024  | PREMA Racing |     |     |     |     |     |     |     |     |     |     |     |     |     |     |     |     |     |     |     |     |     |     | 3   | Ret |     |     |     |     | 27.º | 6      | [ 10 ] |
| 2025* | PREMA Racing | MEL | MEL | SAK | SAK | YED | YED | IMO | IMO | MON | MON | BAR | BAR | SPI | SPI | SIL | SIL | SPA | SPA | BUD | BUD | MNZ | MNZ | BAK | BAK | LUS | LUS | YMC | YMC | 14.º | 21     | [ 11 ] |
| 2025* | PREMA Racing | 7   | C   | 7   | 9   | 6   | 9   | 15  | 18  | 2   | Ret | Ret | 10  | 14† | Ret | 14  | Ret |     |     |     |     |     |     |     |     |     |     |     |     | 14.º | 21     | [ 11 ] |

- * Temporada en progreso.